# Batalha de Göllheim
A Batalha de Göllheim foi lutada no dia 2 de julho de 1298 entre Alberto I da Germânia e Adolfo I de Nassau.
Depois da morte de Rodolfo em Germesheim no dia 15 de Julho de 1291, seu filho, Alberto I percebeu que seria o inevitável sucessor do trono do Sacro Império Romano. No entanto, a aparência grotesca de Alberto (incluindo o fato de ser caolho) e sua falta de boas maneiras, custou o seu trono. Quando o conselho teve que apontar um sucessor, eles se sentiram desencorajados a nomear Alberto e escolheram Adolfo I de Nassau, como forma de se opor a ambição dos Habsburgos. Mesmo assim, Alberto não reconheceu Adolfo como rei logo de início, enquanto tramava secretamente contra o seu governo. Cinco anos depois, Adolfo foi deposto pelos Eleitos, e Alberto antecipou o seu julgamento matando Adolfo no campo de batalha de Göllheim.